# Från Köpenhamnsbörsen
Från Köpenhamnsbörsen (danska: Fra Kjøbenhavns Børs) är oljemålning på duk från 1895 av Peder Severin Krøyer som föreställer representanter för den danska finanseliten samlad i den stora salen i Börsen i Köpenhamn.
När en stor brand utbröt i Börsen den 16 april 2024 räddades tavlan från den brinnande byggnaden.